# Leonor Gnos
Leonor Gnos Leimgruber (* 23. Dezember 1938 in Amsteg-Silenen) ist eine schweizerisch-französische Schriftstellerin und Lyrikerin, die in Frankreich Fremdsprachen unterrichtete.

## Leben
Leonor Gnos wurde 1938 in Amsteg-Silenen geboren und wuchs in Luzern und Herznach auf. In Altdorf besuchte sie die kaufmännische Berufsschule, studierte diverse europäische Sprachen in England, Griechenland, Italien und Spanien und war als Korrespondentin tätig. Sie erhielt sowohl das Lehrdiplom in deutscher Sprache als auch das Diplôme Supérieur der Alliance française (AKAD Zürich). Von 1988 bis 2009 unterrichtete sie Deutsch als Fremdsprache in Paris. Seit 2010 lebt sie in Marseille.
Gnos veröffentlichte Romane, Erzählungen, Novellen und Gedichte.

## Werke
- Horizont 13. Gedichte. bildfluss, Altdorf 2020, ISBN 978-3-9524501-6-1.
- Jenseits von Blau. Gedichte. Eggingen 2014, ISBN 978-3-86142-593-9.
- Die Schrift der Sonne ist vertikal. Viganello Lugano 2013.
- Hier ist Süden. Gedichte. Eggingen 2012, ISBN 978-3-86142-553-3.
- Nelly N. Erzählungen. Pro Libro, Luzern 2010, ISBN 978-3-905927-11-5.
- Singende Städte. Gedichte. Wallimann, Alpnach 2009, ISBN 978-3-908713-87-6.
- Mohn am Schuh. Gedichte. Wallimann, Alpnach 2006, ISBN 978-3-908713-65-4.
- fallen und federn. Novelle. Gisler, Altdorf 2004, ISBN 3-906130-31-2.
- Mit dem Schatten. Gedichte. Wallimann, Alpnach 2003, ISBN 3-908713-31-5.
- Bristenbitter. Geschichten. Gisler, Altdorf 2000, ISBN 3-906130-03-7.

## Rezensionen
- Stadtimpressionen. In: Neue Zürcher Zeitung. Jg. 231. Zürich 28. Januar 2010, S. 20.
- Die Gegenseite des Südens. In: Neue Zürcher Zeitung. Jg. 234. Zürich 3. September 2013, S. 21.